# Kakashi Hatake
Kakashi Hatake (はたけ　カカシ Hatake Kakashi?, scris și 畑 案山子) este un personaj fictiv în seriile manga și anime create de Masashi Kishimoto. Kishimoto a plănuit, inițial, să-l introducă pe Kakashi în manga mai la început dar a fost introdus mai târziu pentru a-i putea prezenta mai bine pe coechipierii lui Naruto.
În poveste, Kakashi este liderul și învățătorul Echipei 7, formată din personajele principale ale seriei, Sasuke Uchiha, Sakura Haruno și Naruto Uzumaki. Inițial el este descris ca un personaj detașat și placid, dar pe parcursul seriei, loialitatea lui față de prieteni și studenți devine din ce în ce mai mare. Trecutul lui Kakashi a fost destul de controversat în serie, apărând un arc (Kakashi's Gaiden) dedicat experiențelor lui din trecut. Kakashi a apărut în majoritatea episoadelor din Naruto, în trei din cele 4 filme ale seriei, toate OVA-urile și multe jocuri video.
Numeroase publicații anime și manga au criticat și lăudat personajul Kakashi. Deși există multe personaje similare în revista shōnen , dubla personalitate a lui Kakashi a fost observată și lăudată de către critici. Popularitatea lui Kakashi a fost notată de cititori; T.H.E.M. a commentat că seria poate fi foarte bine redenumită în "Kakashi". Kakashi has been highly popular with the Naruto reader base, placing high in several popularity polls. Marfa bazată pe Kakashi a fost de asemenea lansată, incluzând breloguri și păpuși de pluș.

## Creație și concepție
Original, Masashi Kishimoto a vrut să-l introducă pe Kakashi încă de la al 2-lea capitol al revistei Naruto, înaintea celorlalți membri ai Echipei 7. Acest Kakashi a fost conceput ca un ninja tăcut, afectat, priceput care-și termina propozițiile cu expresia japoneză pentru politețe "de gozaru". După ce a discutat cu editorul lui, Kishimoto i-a modificat data de debut permițându-i să-l detalieze mai bine pe el și pe ceilalți membrii ai echipei sale. În ciuda acestui fapt, Kakashi încă are multe dintre caracteristicile lui originale, fiind neafectat de acțiunile altora și părând că este pe jumătate adormit. Kishimoto crede că acest lucru îl face pe Kakashi un bun conducător și îl ajută să-i mențină pe membrii Echipei 7 uniți. Pentru că este o legătură între personajele principale ale seriei, Kakashi este rar prezentat singur pe coperțile revistelor, de obicei fiind prezentat împreună cu studenții săi.
Când a trebuit să se decidă asupra numelelui lui Kakashi, Kishimoto a considerat mai multe posibilități: Kuwa (クワ, "sapă"), Kama (カマ, "coasă"), Botan (ボタン, "bujor"), Enoki (エノキ, un copac urzicător), și Kakashi (カカシ, "sperietoare"). El s-a hotărât să aleagă Kakashi, și este bucuros că l-a ales. Pentru a face legătura cu numele lui, ocazional, sunt folosite sperietori pentru a-l reprezenta pe Kakashi; de exemplu, Naruto se folosește de o sperietoare îmbrăcată ca Kakashi pentru a se antrena. De asemenea, sperietori sunt adăugate câteodată în fundalul scenelor în care apare Kakashi, cum este pe coperta volumului 3 al revistei.

## Despre personaj

### Trecutul
Trecutul lui Kakashi este bine ascuns în prima parte a seriei, nefiind arătat detaliat până la Kakashi Gaiden, o mică serie de șase capitole umple gaura dintre cele două părți ale poveștii. În timpul tinereții lui Kakashi, tatăl său, un ninja foarte respectat în Konoha, a abandonat o misiune crucială satului pentru a-și salva coechipierii. Urât de către săteni și de către cei pe care i-a salvat, din cauza consecințelor asupra satului, el s-a sinucis. Dorind să nu facă aceeași greșeală ca tatăl său, Kakashi a adoptat ideea că succesul misiunii vine întâi, devenind serios și respectând toate regulile..
În anii în care Kakashi era asistat de către profesorul său, Minato Namikaze, pentru a conduce o misiune care va întoarce războiul în favoarea Konohăi. Când coechipiera sa, Rin, a fost capturat de inamici, Kakashi a ales să-l lase în urmă și să termine misiunea. Celălalt coechipier, Obito Uchiha, a refuzat, spunând că cei care-și abandonează coechipierii sunt mai răi decât gunoaiele, iar tatăl lui Kakashi a ales lucrul bun salvându-și colegii. Impresionat de cuvintele lui Obito, Kakashi i s-a alăturat pentru a-și salva prietenul, deși ochiul său stâng a fost distrus în lupta de din-ainte. După găsirea lui Rin și pregătindu-se să scape, un inamic a explodat o peșteră, care i-a zdrobit partea dreaptă a corpului lui Obito. Cu peștera continuând să se prăbușească, iar Obito nefiind în stare să se elibereze, el și-a rugat coechipierii să plece cât mai au timp. Înainte de a pleca, Obito și Rin i-au implantat lui Kakashi ochiul Sharingan, pe care Obito de-abia reușise să-l descopere, în locul ochiului distrus. Cu noul său ochi, Kakashi a reușit să se salveze pe el și pe Rin când peștera se dărâma, completându-și misiunea și jelind toată viața moartea lui Obito. la 13 ani dupa moartea prietenei Rin folosind lama fulger se gandeste mereu la ea. Obito a vazut cand a folosit lama fulger iar la mormantul lui Rin. Kakashi ii curata mormantul lui Rin si ii pune flori dar dupa ce Kakashi placa obito uiunduse la tot se duce si arunca florile.

### Personalitate
Moartea lui Obito l-a schimbat dramatic pe Kakashi, deoarece a adoptat multe din caracteristicile și filozofiile lui Obito. Cea mai importantă filozofie pe care a preluat-o este conceptul lui de muncă în echipă: când a format Echipa 7, Kakashi le-a testat abilitățile cu un test în care cei trei trebuiau să ia două clopoțele pe care le avea asupra sa. Doar lucrând ca o echipă, fără a lua în considerare faptul că există clopoțele doar pentru doi din ei, sunt în stare Naruto, Sakura, și Sasuke să treacă testul, instalându-se devreme în ei conceptul de muncă în echipă. Kakashi continuă să accentueze această filozofie pe parcursul Parții I lui Sasuke Uchiha, a cărui dorință de a deveni mai puternic îl face să se întoarcă împotriva prietenior lui. Deși Kakashi îi reamintește frecvent lui Sasuke importanța muncii în echipă și încearcă să-i arate puterea pe care o poate găsi în prieteni, el nu este în stare să ajungă la Sasuke înainte de a părăsi satul Konoha.
Kakashi iși ține viața personală separată de interacțiunile cu studenții săi, spunându-le doar că are anumite hobbi-uri și vise care "nu erau treaba lor". De asemenea el a spus că toți prietenii lui prețioși sunt morți. Ceea ce e știut din viața personală a lui Kakashi este faptul că își petrece o mare parte a timpului la locul memorial unde este inscripționat numele lui Kakashi Hatake. Când este acolo obișnuiește să piardă noțiunea timpului, de aceea întârzie frecvent la întâlniri (altă faza împrumutată de la Obito). De asemenea, Kakashi își ține jumătatea de jos a feței acoperită, fața lui rămânând un mister. În Episodul 101 al anime-ului, un episod special dedicat eforturilor Echipei 7 în demascarea lui Kakashi, se deduce că este chiar chipeș, deoarece cei doi angajați ai magazinului de orez Ichiraku sunt lăsați cu gura căscată după ce își scoate masca să mănânce. În alt episod special, propria haită de câini încearcă să-și amintească cum arată: fiecare își amintește o figură diferită și după ce se pun de acord asupra cum arată își dau seama că descripția lor era total greșită.
O activitate pe care Kakashi nu o ascunde nici măcar de studenții lui este faptul că este fan înfocat al poveștilor erotice din seria Make Out (イチャイチャ Icha Icha?). Cărțile, descriind iubirile autorului (Jiraiya), sunt best-sellere în lumea Naruto. Când a fost întrebat despre conținutul acestor cărți, Kishimoto a spus că ținta de vârstă a poveștii Naruto nu-i permite să dezvăluie detalii. Kakashi este văzut citind una din cărți în momentele care nu-i necesită atenția totală cum ar fi antrenamentul Echipei 7 de la începutul poveștii. Naruto a folosit obsesia lui pentru serie, forțându-l să-și închidă ochiul sharingan, pentru a nu afla finalul povestirii, lăsându-l fără apărare.

### Abilități

Mangekyou Sharinganul lui Kakashi

Sharinganul dăruit de Obito este o abilitate importantă în lumea Naruto. Dându-i abilitatea de a imita mișcările oponenților și jutsu-urile celorlalți, sharinganul îi dă un avantaj important în lupte, permițându-i să folosească abilitățile oponenților împotriva lor. Acest lucru i-a permis să învețe peste 1000 de abilități, aducându-i porecla "Kakashi, copiatorul ninja" (コピー忍者のカカシ Kopī Ninja no Kakashi?). Deoarece Sharingan apare natural doar celor din clanul Uchiha, și deoarece el este mereu activ, Kakashi își termină energia repede când îl folosește și de aceea trebuie să-și acopere ochiul cu protectoarea de frunte în activitățile zilnice. Între cele 2 părți ale anime-ului, Kakashi dezvoltă un jutsu numit Mangekyo Sharingan prin metode nedezvăluite. Cu el poate face un jutsu numit Kamui (神威? literally "God's Authority"), care poate trimite orice obiect în altă dimensiune. Deoarece după ce folosește această abilitate el trebuie să se odihnească mult timp la pat, el evită folosirea lui când nu este absolută nevoie.

Lama fulger a lui Kakashi

Deși majoritatea abilităților lui Kakashi au fost luate cu Sharingan-ul lui, el are două abilități pe care le-a descoperit chiar el. Lama fulger, un buchet de chakra de electricitate într-o mână, a fost creată de Kakashi în tinerețe. Prin folosirea acestei tehnici el poate omorî majoritatea oponenților dintr-o singură lovitură. El n-a fost în stare să folosească tehnica la potențialul maxim deoarece atacând el rămânea deschis la contraatacuri, dar prin folosirea Sharinganului scăpa de efectul de tunel la folosirea acelei tehnici. În partea a 2-a el dezvăluie și alte tehnici bazate pe electricitate, cum ar fi clone care pot paraliza tot ce ating, dar este neclar dacă acestea sunt creațiile lui. A doua abilitate unică este cea de a invoca un grup de opt câini ninja (忍犬 Ninken?). Câinii sunt capabili să vorbească și se presupune că au fost crescuți de Kakashi de când erau mici. Scopul lor principal este să urmărească și să găsească oponenții sau aliații. Din cauza cunoștințelor și abilităților lui, Kakashi este un candidat evident pentru poziția de Hokage, protectorul satului, dacă poziția ar rămâne vacantă.

### Jutsuri folosite
- Chidori
- Sigilarea chakrei demonului vulpe
- Stilul Pământ: Zid de pământ
- Stilul Pământ: Dubla decapitare
- Stilul Pământ: Mișcare sub pământ

- Metoda sigilării răului
- Stilul Foc: Tehnica sferei de foc (doar în anime)
- Tehnica ceții ascunse (doar în anime)
- Kamui
- Lama fulger
- Lama fulger cu încărcătură dublă
- Curent fulgerător
- Jigodia fulger
- Tehnica Multi-Umbrelor Clonate
- 1000 de ani de moarte

- Umbra frunzei dansatoare (doar în anime)
- Tehnica uciderii silențioase
- Tehnica ironică de afectare a minții (doar în anime)

- Tehnica clonelor de apă
- Stilul Apă: Tehnica marelui vortex de apă
- Stilul Apă: Tehnica marelui dragon de apă
- Stilul Apă: Zid de apă
- Stilul Vânt: Lovitura de viteză
- Masacru de distrugere

## Rol
Rolul lui Kakashi în serie constă predominant în petrecerea timpului cu Echipa 7, ducându-i în misiuni și antrenându-i pentru a-și îmbunătăți abilitățile. El are un interes mai special în Sasuke Uchiha în timpul Parții I, pe care-l antrenează exclusiv pentru a încerca să-l îndepărteze de Orochimaru, un inamic al Konohă-i. Eforturile lui sunt în zadar când Sasuke fuge din Konoha la sfârșitul părții întâi. Naruto și Sakura de asemenea se despart de Kakashi, mergând fiecare să se antreneze cu altcineva. Doi ani și jumate mai târziu, în partea a doua, echipa lui Kakashi se reformează, având doi membrii noi. Deoarece acum studenții lui sunt mai capabili să aibă grijă de ei, Kakashi ia un rol mai activ în lupte, în special cu cei din organizația criminală Akatsuki. Când liderul lui Akatsuki, Pain, invadează Konoha, Kakashi se luptă cu el dar este învins.

## Apariții în alte medii
Kakashi a avut multe apariții în afara animeului și revistei Naruto. El apare în 3 filme ale seriei: în primul film el se luptă cu Nadare Roga, învingându-l , în al 3-lea film Kakashi se luptă cu ninja Ishidate, iar mai tarziu el se luptă cu soldații ministrului Shabadaba, iar în al 4-lea film Naruto Kakashi se luptă cu un grup de soldați de piatră. De asemenea, el este prezent în toate cele 3 OVA-uri ale seriei, ajutându-l pe Konohamaru să găsească un trifoi cu 4 frunze în primul, escortând, cu echipa lui, un ninja numit Shibuki în al 2-lea, și participând la un concurs în al 3-lea.
Kakashi este un personaj în aproape toate jocurile video Naruto, incluzând seria Clash of Ninja și seria Ultimate Ninja. În unele jocuri, el își poate folosi Sharingan-ul în luptă, iar în altele el poartă costumul AnBU(SLAB PERSONAJ). Naruto Shippūden: Gekitou Ninja Taisen EX marchează prima apariție a lui Kakashi într-un joc video situat în partea a 2-a a seriei, iar al 2-lea joc este Naruto Shippūden: Narutimate Accel.

## Recepție
Kakashi s-a situat în primele 5 personaje în toate topurile oficiale  Shonen Jump, situându-se, de câteva ori, chiar și pe primul loc. În cel mai recent, el s-a situat pe locul secund, cu Sasuke Uchiha pe primul loc. Ultimul top a avut loc în 2006. Într-un interviu, Dave Wittenberg, vocea lui Kakashi în anime-ul englez, spune că se simte în pielea lui Kakashi în viața de zi cu zi deoarece tinde să aibă un singur ochi deschis la un moment dat și devine nervos când cineva îl întrerupe de la citit. El a mai adăugat că îi place cel mai mult la Kakashi relația lui cu studenții săi. Marfă bazată pe personajul Kakashi a fost vândută în toată lumea, incluzând păpuși de pluș, breloguri, și o ediție limitată de figurine.
Câteva publicații de manga, anime, jocuri video și alte medii au adus felicitări și critici legate de Kakashi. IGN a notat dualitatea lui Kakashi, seriozitatea lui în lupte și calmitatea, nepăsarea față de studenții săi, acceptând însă, faptul că el este unul din cele mai populare personaje din serie. T.H.E.M. Anime Reviews l-au clasificat pe Kakashi ca un "Misterios" tipic văzut și în alte reviste shōnen dar l-au lăudat fiind mult mai interesant decât cele 3 personaje principale, și au adăugat că seria ar fi putut redenumită simplu în  "Kakashi."